# شین سونگ روک
شین سونگ روک (کره‌ای: 신성록; زادهٔ ۲۳ نوامبر ۱۹۸۲) بازیگر اهل کره جنوبی است. او اغلب در فیلم‌ها و مجموعه‌های تلویزیونی ظاهر می‌شود، اما بیشتر در تئاتر موزیکال فعال است.

## حرفه
شین سونگ روک از دبیرستان می‌خواست بازیگر شود، بنابراین هنگامی که یک آسیب دیدگی طول حرفه او را به عنوان یک بسکتبالیست آماتور را کوتاه کرد (برادر او Shin Je-rok، سابق از Kites And Anyang Kites) , او تصمیم گرفت به رشته تئاتر و فیلم در دانشگاه سوون برود، گرچه بعداً انصراف داد. شین اولین بازیگری خود را در سال ۲۰۰۳ انجام داد، اما یافتن شغل بازیگری برای او دشوار بود زیرا کارگردانان تمایلی به انتخاب یک بازیگر مشتاق ۱۸۹ سانتی‌متری در نقش‌های مکمل یا فرعی نداشتند. شین که فکر می‌کرد اگر تجربه بازیگری بیشتری کسب کند و کار خود را روی صحنه بچرخاند شانس بیشتری خواهد داشت، به شرکت تئاتر هاچون پیوست.

## زندگی شخصی
شین یک برادر کوچکتر به نام شین جه روک دارد که یک آشپز حرفه ای می‌باشد. هر دوی آنها در تاریخ ۳۰ ژوئیه ۲۰۱۵ در برنامه گفتگوی KBS به نام هپی توگدر ظاهر شدند.
شین در سال ۲۰۱۱ با بالرین کیم جو ورد رابطه شد. کیم از سال ۱۹۸۸ تا ۲۰۰۳ به مدت ۱۵ سال بالرین بود و در حال حاضر در دانشگاه زنان Sungshin تدریس می‌کند. این زوج پس از چهار سال دوستی در اوت ۲۰۱۵ از هم جدا شدند.
در ژوئن ۲۰۱۶ شین سونگ روک با یک کارمند غیر سلبریتی در هاوایی ازدواج کرد. در نوامبر همان سال، شین صاحب یک دختر شد.

## فیلم‌شناسی

### مجموعه تلویزیونی
| سال  | عنوان                             | نقش                  | منابع  |
| ---- | --------------------------------- | -------------------- | ------ |
| ۲۰۰۲ | برای ستاره‌ها شلیک کنید            |                      |        |
| ۲۰۰۳ | مشکلی در خانه برادر جوانم         |                      |        |
| ۲۰۰۶ | کفتار                             | لی سوک جین           |        |
| ۲۰۰۷ | متشکرم                            | چوی سوک هیون         |        |
| ۲۰۰۷ | شهر درام "من عاشق خیلی خاصی هستم" | لی جین هو            |        |
| ۲۰۰۸ | هنر اغوا                          | هیون سو              |        |
| ۲۰۰۸ | یک مادر و سه پدر                  | نا هوانگ کیونگ تائه  | [ ۱۳ ] |
| ۲۰۰۸ | دوران طلایی زندگی من              | برو کیونگ وو         |        |
| ۲۰۰۹ | ما ازدواج کردیم فصل اول           | خودش با کیم شین یانگ |        |
| ۲۰۱۰ | قطعاً همسایه‌ها                     | جانگ گان هی          |        |
| ۲۰۱۳ | تو از ستاره‌ها اومدی               | لی جه کیونگ          |        |
| ۲۰۱۴ | عاشقان تروت                       | جو گون وو            |        |
| ۲۰۱۴ | بازی دروغین                       | کانگ دو جوان         |        |
| ۲۰۱۴ | چهره پادشاه                       | کیم دو چی            |        |
| ۲۰۱۶ | در مسیر فرودگاه                   | پارک جین سوک         | [ ۱۴ ] |
| ۲۰۱۷ | مردی که می‌میرد برای زندگی کردن    | کانگ هو ریم          | [ ۱۵ ] |
| ۲۰۱۸ | بازگشت                            | اوه ته سوک           | [ ۱۶ ] |
| ۲۰۱۸ | آخرین ملکه                        | لی هیوک              | [ ۱۷ ] |
| ۲۰۱۹ | بی‌خانمان                          | گی ته وونگ           | [ ۱۸ ] |
| ۲۰۱۹ | عطر                               | سو یی دو             | [ ۱۹ ] |
| ۲۰۲۰ | کایروس                            | کیم سو جین           | [ ۲۰ ] |

### فیلم
| سال  | عنوان                 | نقش                 | منبع   |
| ---- | --------------------- | ------------------- | ------ |
| ۲۰۰۵ | همه برای عشق          | بازیکن بسکتبال      |        |
| ۲۰۰۷ | بدترین پسر همیشه      | کوون جه هون         |        |
| ۲۰۰۸ | عاشقان شش سال         | لی جین سونگ         |        |
| ۲۰۱۰ | بی گناه خونین         | دونگ شیک            |        |
| ۲۰۱۰ | پیدا کردن آقای سرنوشت | کاپیتان چوی (کامو)  |        |
| ۲۰۱۱ | داستان زندگی من       | سونگ روک            |        |
| ۲۰۱۱ | زمین بالا             | کانگ دا هیون (کامو) |        |
| ۲۰۱۶ | عصر سایه‌ها            | جو هوونگ            | [ ۲۱ ] |
| ۲۰۱۷ | زندان                 | چانگ گیل            | [ ۲۲ ] |

### نمایش گوناگون
| سال           | عنوان          | نقش          | مرجع.  |
| ------------- | -------------- | ------------ | ------ |
| ۲۰۲۰          | ریخته‌گری مضاعف | میزبان       | [ ۲۳ ] |
| ۲۰۲۰ – تاکنون | استاد در خانه  | عضو بازیگران | [ ۲۴ ] |